# (8612) Burov
(8612) Burov est un astéroïde de la ceinture principale.

## Description
(8612) Burov est un astéroïde de la ceinture principale. Il fut découvert le 26 septembre 1978 à Naoutchnyï par Lioudmila Jouravliova. Il présente une orbite caractérisée par un demi-grand axe de 2,36 UA, une excentricité de 0,20 et une inclinaison de 4,7° par rapport à l'écliptique.

## Compléments